# Empoli Football Club 2014-2015
Questa voce raccoglie le informazioni riguardanti l'Empoli Football Club nelle competizioni ufficiali della stagione 2014-2015.

## Stagione
Riapparso in Serie A sei anni dopo l'ultima esperienza, l'Empoli supera primo ostacolo in Coppa Italia, eliminando L'Aquila. L'avvio di campionato registra 3 punti nelle prime 5 giornate. Nella giornata successive, l'Empoli ottiene la prima vittoria, battendo il Palermo per 3-0. Un filotto di 3 sconfitte consecutive la fa posizionare in piena zona retrocessione ma poi, i toscani ottengono ottimi risultati sotto la guida di Sarri (12 punti nelle 9 ultime giornate d'andata), e con la zona retrocessione distante di 3 punti. Dopo un passo falso alla prima giornata di ritorno contro l'Udinese, l'Empoli ottiene risultati molto positivi, giocando un ottimo gioco offensivo. Con le vittorie ottenute contro Napoli e Torino, i toscani ottengono la salvezza. L'Empoli chiude al 15º posto con 42 punti, frutto di 8 vittorie, 18 pareggi e 12 sconfitte.

## Divise e sponsor
Come già accaduto nella stagione precedente, lo sponsor tecnico per la stagione 2014-2015 è stato Royal Sport. Il primo sponsor è stato NGM Mobile, azienda di telefonia, mentre il secondo sponsor è stato Computer Gross.
| 1ª divisa | 2ª divisa | 3ª divisa |

## Organigramma societario
Area direttiva
- Presidente: Fabrizio Corsi
- Amministratore delegato: Francesco Ghelfi
- Consigliere: Fabrizio Faraoni
- Collegio sindacale: Pier Giovanni Baldini, Aldo Lolli, Cristiano Baldini
- Direttore sportivo: Marcello Carli
- Segretario generale: Stefano Calistri
- Responsabile osservatori prima squadra: Roberto Tolomei
- Collaboratori prima squadra: Francesco Sinatti, Simone Bonomi
- Segretario sportivo: Graziano Billocci
- Responsabile settore giovanile: Marco Bertelli
- Segretario settore giovanile: Debora Catastini

Area comunicazione
- Responsabile comunicazione: Michele Haimovici
- Vice responsabile ufficio comunicazione: Marco Patrinostro
- Ufficio comunicazione: Luca Casamonti
- Collaboratori: Alberto Ballerini, Davide Vitale
- Responsabili ufficio marketing: Gianmarco Lupi, Rebecca Corsi
- Responsabile biglietteria: Francesco Assirelli
- Delegato alla sicurezza: Giuseppe Spazzoni

Area tecnica
- Allenatore: Maurizio Sarri
- Allenatore in seconda: Francesco Calzona
- Collaboratore tecnico: Giovanni Martusciello
- Preparatore dei portieri: Mauro Marchisio
- Preparatore atletico: Claudio Selmi
- Magazzinieri: Giancarlo Fontanelli, Riccardo Nacci

Area sanitaria
- Responsabile sanitario: Giovanni Falai
- Medico sociale: Francesco Ammannati, Paolo Vaglio
- Operatore sanitario: Brunetto Meucci
- Massaggiatori: Simone Capaccioli, Fabrizio Calattini, Paolo Marrucci

## Rosa
| N. |                      | Ruolo | Calciatore        |
| -- | -------------------- | ----- | ----------------- |
| 1  | Italia (bandiera)    | P     | Maurizio Pugliesi |
| 2  | Francia (bandiera)   | D     | Vincent Laurini   |
| 4  | Italia (bandiera)    | D     | Romano Perticone  |
| 5  | Italia (bandiera)    | C     | Davide Moro       |
| 5  | Italia (bandiera)    | C     | Riccardo Saponara |
| 6  | Italia (bandiera)    | C     | Mirko Valdifiori  |
| 7  | Italia (bandiera)    | A     | Massimo Maccarone |
| 8  | Venezuela (bandiera) | C     | Franco Signorelli |
| 9  | Georgia (bandiera)   | A     | Levan Mch'edlidze |
| 10 | Italia (bandiera)    | A     | Francesco Tavano  |
| 11 | Italia (bandiera)    | C     | Daniele Croce     |
| 13 | Uruguay (bandiera)   | C     | Diego Laxalt      |
| 16 | Italia (bandiera)    | P     | Matteo Biggeri    |
| 17 | Italia (bandiera)    | C     | Tiberio Guarente  |
| 18 | Italia (bandiera)    | C     | Simone Verdi      |
| 19 | Italia (bandiera)    | D     | Federico Barba    |

| N. |                       | Ruolo | Calciatore         |
| -- | --------------------- | ----- | ------------------ |
| 20 | Italia (bandiera)     | A     | Manuel Pucciarelli |
| 21 | Portogallo (bandiera) | D     | Mário Rui          |
| 22 | Italia (bandiera)     | D     | Matteo Bianchetti  |
| 23 | Albania (bandiera)    | D     | Elseid Hysaj       |
| 24 | Italia (bandiera)     | D     | Daniele Rugani     |
| 25 | Australia (bandiera)  | C     | Joshua Brillante   |
| 26 | Italia (bandiera)     | D     | Lorenzo Tonelli    |
| 27 | Polonia (bandiera)    | C     | Piotr Zieliński    |
| 28 | Italia (bandiera)     | P     | Davide Bassi       |
| 30 | Italia (bandiera)     | D     | Andrea Gemignani   |
| 33 | Italia (bandiera)     | P     | Luigi Sepe         |
| 36 | Italia (bandiera)     | D     | Michele Somma      |
| 77 | Georgia (bandiera)    | A     | Irakli Shekiladze  |
| 88 | Uruguay (bandiera)    | C     | Matías Vecino      |
| 95 | Italia (bandiera)     | A     | Emanuele Rovini    |
| 99 | Uruguay (bandiera)    | A     | Rodrigo Aguirre    |

## Calciomercato

### Sessione estiva(dal 1/7 al 1/9)
| Acquisti | Acquisti               | Acquisti   | Acquisti       |
| R.       | Nome                   | da         | Modalità       |
| -------- | ---------------------- | ---------- | -------------- |
| P        | Luigi Sepe             | Napoli     | prestito       |
| D        | Matteo Bianchetti      | Verona     | prestito       |
| D        | Vincent Laurini        | Carpi      | riscatto       |
| D        | Romano Perticone       | Novara     | prestito       |
| D        | Mário Rui              | Parma      | riscatto       |
| C        | Leonardo Bianchi       | Gavorrano  | riscatto       |
| C        | Tiberio Guarente       | Siviglia   | parametro zero |
| C        | Diego Laxalt           | Inter      | prestito       |
| C        | Matías Vecino          | Fiorentina | prestito       |
| C        | Simone Verdi           | Torino     | prestito       |
| C        | Piotr Zieliński        | Udinese    | prestito       |
| A        | Rodrigo Aguirre        | Udinese    | prestito       |
| A        | Massimo Maccarone      | Sampdoria  | parametro zero |
| A        | Mateus dos Santos      | Matera     | parametro zero |
| A        | Emanuele Rovini        | Udinese    | comproprietà   |
| A        | Sebastián Sosa Sánchez | Palermo    | definitivo     |
| A        | Lorenzo Tempesti       | Gavorrano  | riscatto       |

| Cessioni | Cessioni               | Cessioni     | Cessioni       |
| R.       | Nome                   | a            | Modalità       |
| -------- | ---------------------- | ------------ | -------------- |
| P        | Francesco Pacini       | -            | fine contratto |
| P        | Alberto Pelagotti      | Pisa         | prestito       |
| D        | Pietro Accardi         | -            | ritiro         |
| D        | Matteo Bachini         | Lucchese     | prestito       |
| D        | Luca Martinelli        | Novara       | prestito       |
| D        | Francesco Pratali      | -            | fine contratto |
| D        | Vasco Regini           | Sampdoria    | riscatto       |
| C        | Leonardo Bianchi       | Lucchese     | prestito       |
| C        | Luca Castiglia         | Juventus     | fine prestito  |
| C        | Mirko Eramo            | Sampdoria    | fine prestito  |
| C        | Ludovico Gargiulo      | Tuttocuoio   | prestito       |
| C        | Ronaldo                | Pro Vercelli | prestito       |
| C        | Simone Verdi           | Torino       | fine prestito  |
| A        | Massimo Maccarone      | Sampdoria    | fine prestito  |
| A        | Mateus dos Santos      | Mosta        | prestito       |
| A        | Sebastián Sosa Sánchez | Vllaznia     | prestito       |
| A        | Lorenzo Tempesti       | Tuttocuoio   | prestito       |

### Sessione invernale(dal 05/01 al 02/02)
| Acquisti | Acquisti          | Acquisti   | Acquisti                                                                               |
| R.       | Nome              | da         | Modalità                                                                               |
| -------- | ----------------- | ---------- | -------------------------------------------------------------------------------------- |
| D        | Michele Somma     | Roma       | prestito con diritto di riscatto                                                       |
| C        | Joshua Brillante  | Fiorentina | prestito di 18 mesi con diritto di riscatto e controriscatto da parte della Fiorentina |
| C        | Riccardo Saponara | Milan      | prestito                                                                               |

| Cessioni | Cessioni          | Cessioni    | Cessioni      |
| R.       | Nome              | a           | Modalità      |
| -------- | ----------------- | ----------- | ------------- |
| D        | Matteo Bianchetti | Verona      | fine prestito |
| D        | Romano Perticone  | Novara      | prestito      |
| C        | Diego Laxalt      | Inter       | fine prestito |
| C        | Davide Moro       | Salernitana | definitivo    |
| A        | Rodrigo Aguirre   | Udinese     | fine prestito |
| A        | Irakli Shekiladze | Latina      | definitivo    |

## Risultati

### Serie A

#### Girone di andata
| Arbitro: | Di Bello (Brindisi) |

|                    |           |  |
| Di Natale 57’, 62’ | Marcatori |  |

| Arbitro: | Gervasoni (Mantova) |

|  |           |                   |
|  | Marcatori | 45+1’ (aut.) Sepe |

| Arbitro: | Gavillucci (Latina) |

|                          |           |                              |
| Marilungo 30’ Defrel 32’ | Marcatori | 55’ (rig.) Tavano 72’ Rugani |

| Arbitro: | Calvarese (Teramo) |

|                             |           |                      |
| Tonelli 13’ Pucciarelli 21’ | Marcatori | 43’ Torres 57’ Honda |

| Arbitro: | Massa (Imperia) |

|                |           |                 |
| Meggiorini 50’ | Marcatori | 59’ Pucciarelli |

| Arbitro: | Rizzoli (Bologna) |

|                                          |           |  |
| Maccarone 4’ Tonelli 33’ Pucciarelli 63’ | Marcatori |  |

| Arbitro: | Cervellera (Taranto) |

|                |           |             |
| Bertolacci 14’ | Marcatori | 77’ Tonelli |

| Arbitro: | Pairetto (Nichelino) |

|  |           |                                            |
|  | Marcatori | 31’ Sau 36’, 38’ (rig.) Avelar 45+2’ Ekdal |

| Arbitro: | Orsato (Schio) |

|                                        |           |           |
| Missiroli 56’ Floccari 61’ Berardi 73’ | Marcatori | 18’ Croce |

| Arbitro: | Valeri (Roma 2) |

|  |           |                      |
|  | Marcatori | 61’ Pirlo 72’ Morata |

| Arbitro: | Mazzoleni (Bergamo) |

|                         |           |                |
| Barba 52’ Maccarone 55’ | Marcatori | 66’ Djordjevic |

| Arbitro: | Giacomelli (Trieste) |

|  |           |                         |
|  | Marcatori | 45+1’ Vecino 56’ Tavano |

| Empoli 30 novembre 2014, ore 15:00 CET 13ª giornata | Empoli          | 0 – 0 referto | Atalanta | Stadio Carlo Castellani (6.938 spett.)\| Arbitro: \| Peruzzo (Schio) \| |
| Arbitro:                                            | Peruzzo (Schio) |               |          |                                                                         |

| Arbitro: | Cervellera (Taranto) |

|                          |           |                      |
| Zapata 67’ De Guzmán 72’ | Marcatori | 19’ Verdi 53’ Rugani |

| Empoli 15 dicembre 2014, ore 19:00 CET 15ª giornata | Empoli             | 0 – 0 referto | Torino | Stadio Carlo Castellani (7.796 spett.)\| Arbitro: \| Calvarese (Teramo) \| |
| Arbitro:                                            | Calvarese (Teramo) |               |        |                                                                            |

| Arbitro: | Russo (Nola) |

|            |           |             |
| Vargas 44’ | Marcatori | 57’ Tonelli |

| Empoli 6 gennaio 2015, ore 15:00 CET 17ª giornata | Empoli               | 0 – 0 referto | Verona | Stadio Carlo Castellani (7.705 spett.)\| Arbitro: \| Giacomelli (Trieste) \| |
| Arbitro:                                          | Giacomelli (Trieste) |               |        |                                                                              |

| Arbitro: | Tommasi (Bassano del Grappa) |

|          |           |  |
| Éder 49’ | Marcatori |  |

| Empoli 17 gennaio 2015, ore 18:00 CET 19ª giornata | Empoli        | 0 – 0 referto | Inter | Stadio Carlo Castellani (13.449 spett.)\| Arbitro: \| Doveri (Roma) \| |
| Arbitro:                                           | Doveri (Roma) |               |       |                                                                        |

#### Girone di ritorno
| Arbitro: | Ghersini (Genova) |

|                     |           |                          |
| Saponara 37’ (rig.) | Marcatori | 19’ Di Natale 60’ Widmer |

| Arbitro: | Russo (Nola) |

|            |           |                      |
| Maicon 57’ | Marcatori | 39’ (rig.) Maccarone |

| Arbitro: | Orsato (Schio) |

|                              |           |  |
| Maccarone 29’ Signorelli 57’ | Marcatori |  |

| Arbitro: | Valeri (Roma) |

|            |           |               |
| Destro 40’ | Marcatori | 68’ Maccarone |

| Arbitro: | Tagliavento (Terni) |

|                               |           |  |
| Rugani 22’ Maccarone 46’, 67’ | Marcatori |  |

| Palermo 1º marzo 2015, ore 15:15 CET 25ª giornata | Palermo              | 0 – 0 referto | Empoli | Stadio Renzo Barbera (22.352 spett.)\| Arbitro: \| Cervellera (Taranto) \| |
| Arbitro:                                          | Cervellera (Taranto) |               |        |                                                                            |

| Arbitro: | Maresca (Napoli) |

|           |           |           |
| Barba 66’ | Marcatori | 27’ Niang |

| Arbitro: | Rizzoli (Bologna) |

|                |           |              |
| João Pedro 20’ | Marcatori | 90+3’ Vecino |

| Arbitro: | Tommasi (Bassano del Grappa) |

|                                   |           |                   |
| Saponara 46’, 60’ Mch'edlidze 59’ | Marcatori | 49’ (aut.) Rugani |

| Arbitro: | Giacomelli (Trieste) |

|                         |           |  |
| Tévez 43’ Pereyra 90+4’ | Marcatori |  |

| Arbitro: | Peruzzo (Schio) |

|                                              |           |  |
| Mauri 4’ Klose 31’ Candreva 44’ Anderson 53’ | Marcatori |  |

| Arbitro: | Pasqua (Tivoli) |

|                           |           |                       |
| Maccarone 32’ Tonelli 45’ | Marcatori | 19’ Lodi 73’ Belfodil |

| Arbitro: | Cervellera (Taranto) |

|                       |           |                            |
| Gómez 43’ Denis 90+3’ | Marcatori | 41’ Saponara 60’ Maccarone |

| Arbitro: | Massa (Imperia) |

|                                                                 |           |                                 |
| Maccarone 8’ Britos 43’ (aut.) Saponara 45+1’ Albiol 81’ (aut.) | Marcatori | 64’ (aut.) Laurini 90+1’ Hamšík |

| Arbitro: | Tommasi (Bassano del Grappa) |

|  |           |                   |
|  | Marcatori | 3’ (aut.) Padelli |

| Arbitro: | Gervasoni (Mantova) |

|                              |           |                          |
| Saponara 27’ Mch'edlidze 77’ | Marcatori | 4’, 68’ Iličič 57’ Salah |

| Arbitro: | La Penna (Roma) |

|                    |           |             |
| Moras 24’ Sala 67’ | Marcatori | 6’ Saponara |

| Arbitro: | Calvarese (Teramo) |

|                 |           |             |
| Pucciarelli 57’ | Marcatori | 90+1’ Eto'o |

| Arbitro: | Damato (Barletta) |

|                                          |           |                                      |
| Palacio 49’ Icardi 53’, 77’ Brozović 70’ | Marcatori | 59’, 88’ Mch'edlidze 62’ Pucciarelli |

### Coppa Italia

#### Turni preliminari
| Arbitro: | Roca (Foggia) |

|                           |           |  |
| Verdi 10’ Tavano 19’, 80’ | Marcatori |  |

| Arbitro: | Di Bello (Brindisi) |

|                           |           |  |
| Laxalt 4’ Mch'edlidze 73’ | Marcatori |  |

#### Fase finale
| Arbitro: | Di Bello (Brindisi) |

|                                |           |           |
| Iturbe 5’ De Rossi 114’ (rig.) | Marcatori | 80’ Verdi |

## Statistiche

### Statistiche di squadra
| Competizione | Punti | In casa | In casa | In casa | In casa | In casa | In casa | In trasferta | In trasferta | In trasferta | In trasferta | In trasferta | In trasferta | Totale | Totale | Totale | Totale | Totale | Totale | DR |
| Competizione | Punti | G       | V       | N       | P       | Gf      | Gs      | G            | V            | N            | P            | Gf           | Gs           | G      | V      | N      | P      | Gf     | Gs     | DR |
| ------------ | ----- | ------- | ------- | ------- | ------- | ------- | ------- | ------------ | ------------ | ------------ | ------------ | ------------ | ------------ | ------ | ------ | ------ | ------ | ------ | ------ | -- |
| Serie A      | 42    | 19      | 6       | 8       | 5       | 26      | 22      | 19           | 2            | 10           | 7            | 20           | 30           | 38     | 8      | 18     | 12     | 46     | 52     | -6 |
| Coppa Italia |       | 2       | 2       | 0       | 0       | 5       | 0       | 1            | 0            | 0            | 1            | 1            | 2            | 3      | 2      | 0      | 1      | 6      | 2      | +4 |
| Totale       |       | 21      | 8       | 8       | 5       | 31      | 22      | 20           | 2            | 10           | 8            | 21           | 32           | 41     | 10     | 18     | 13     | 52     | 54     | -2 |

### Andamento in campionato
| Giornata  | 1  | 2  | 3  | 4  | 5  | 6  | 7  | 8  | 9  | 10 | 11 | 12 | 13 | 14 | 15 | 16 | 17 | 18 | 19 | 20 | 21 | 22 | 23 | 24 | 25 | 26 | 27 | 28 | 29 | 30 | 31 | 32 | 33 | 34 | 35 | 36 | 37 | 38 |
| --------- | -- | -- | -- | -- | -- | -- | -- | -- | -- | -- | -- | -- | -- | -- | -- | -- | -- | -- | -- | -- | -- | -- | -- | -- | -- | -- | -- | -- | -- | -- | -- | -- | -- | -- | -- | -- | -- | -- |
| Luogo     | T  | C  | T  | C  | T  | C  | T  | C  | T  | C  | C  | T  | C  | T  | C  | T  | C  | T  | C  | C  | T  | C  | T  | C  | T  | C  | T  | C  | T  | T  | C  | T  | C  | T  | C  | T  | C  | T  |
| Risultato | P  | P  | N  | N  | N  | V  | N  | P  | P  | P  | V  | V  | N  | N  | N  | N  | N  | P  | N  | P  | N  | V  | N  | V  | N  | N  | N  | V  | P  | P  | N  | N  | V  | V  | P  | P  | N  | P  |
| Posizione | 19 | 20 | 19 | 19 | 17 | 12 | 13 | 14 | 17 | 17 | 16 | 14 | 13 | 13 | 14 | 13 | 13 | 15 | 16 | 16 | 16 | 15 | 14 | 14 | 13 | 13 | 15 | 12 | 14 | 15 | 16 | 16 | 14 | 12 | 13 | 15 | 15 | 15 |

Fonte:  Serie A – Classifiche, su sport.sky.it, Sky Sport. URL consultato il 5 settembre 2014 (archiviato dall'url originale l'11 settembre 2014).
Legenda:

Luogo: C = Casa; T = Trasferta. Risultato: V = Vittoria; N = Pareggio; P = Sconfitta.

### Statistiche dei giocatori
Sono in corsivo i calciatori che hanno lasciato la società a stagione in corso.
| Giocatore      | Serie A  | Serie A | Serie A     | Serie A    | Coppa Italia | Coppa Italia | Coppa Italia | Coppa Italia | Totale   | Totale | Totale      | Totale     |
| Giocatore      | Presenze | Reti    | Ammonizioni | Espulsioni | Presenze     | Reti         | Ammonizioni  | Espulsioni   | Presenze | Reti   | Ammonizioni | Espulsioni |
| -------------- | -------- | ------- | ----------- | ---------- | ------------ | ------------ | ------------ | ------------ | -------- | ------ | ----------- | ---------- |
| R. Aguirre     | 1        | 0       | 0           | 0          | 0            | 0            | 0            | 0            | 1        | 0      | 0           | 0          |
| F. Barba       | 18       | 2       | 2           | 0          | 2            | 0            | 0            | 0            | 20       | 2      | 2           | 0          |
| D. Bassi       | 7        | -17     | 0           | 0          | 2            | -2           | 0            | 0            | 9        | -19    | 0           | 0          |
| M. Bianchetti  | 1        | 0       | 0           | 0          | 2            | 0            | 1            | 0            | 3        | 0      | 1           | 0          |
| J. Brillante   | 1        | 0       | 0           | 0          | 0            | 0            | 0            | 0            | 1        | 0      | 0           | 0          |
| D. Croce       | 37       | 1       | 5           | 0          | 2            | 0            | 0            | 0            | 39       | 1      | 5           | 0          |
| T. Guarente    | 1        | 0       | 0           | 0          | 0            | 0            | 0            | 0            | 1        | 0      | 0           | 0          |
| E. Hysaj       | 36       | 0       | 4           | 0          | 3            | 0            | 0            | 0            | 39       | 0      | 4           | 0          |
| V. Laurini     | 15       | 0       | 0           | 0          | 2            | 0            | 0            | 0            | 17       | 0      | 0           | 0          |
| D. Laxalt      | 4        | 0       | 1           | 0          | 3            | 1            | 0            | 0            | 7        | 1      | 1           | 0          |
| M. Maccarone   | 34       | 10      | 4           | 0          | 1            | 0            | 0            | 0            | 35       | 10     | 4           | 0          |
| L. Mch'edlidze | 25       | 4       | 3           | 0          | 2            | 1            | 2            | 0            | 27       | 5      | 5           | 0          |
| D. Moro        | 4        | 0       | 1           | 0          | 0            | 0            | 0            | 0            | 4        | 0      | 1           | 0          |
| M. Pucciarelli | 34       | 5       | 2           | 0          | 2            | 0            | 0            | 0            | 36       | 5      | 2           | 0          |
| D. Rugani      | 38       | 3       | 0           | 0          | 1            | 0            | 0            | 0            | 39       | 3      | 0           | 0          |
| M. Rui         | 34       | 0       | 8           | 0          | 3            | 0            | 0            | 0            | 37       | 0      | 8           | 0          |
| R. Saponara    | 17       | 7       | 3           | 1          | 1            | 0            | 0            | 0            | 18       | 7      | 3           | 1          |
| L. Sepe        | 31       | -35     | 0           | 0          | 1            | 0            | 0            | 0            | 32       | -35    | 0           | 0          |
| F. Signorelli  | 13       | 1       | 0           | 0          | 2            | 0            | 0            | 0            | 15       | 1      | 0           | 0          |
| M. Somma       | 1        | 0       | 0           | 0          | 0            | 0            | 0            | 0            | 1        | 0      | 0           | 0          |
| F. Tavano      | 26       | 2       | 1           | 0          | 2            | 2            | 0            | 0            | 28       | 4      | 1           | 0          |
| L. Tonelli     | 28       | 5       | 4           | 2          | 2            | 0            | 0            | 0            | 30       | 5      | 4           | 2          |
| M. Valdifiori  | 36       | 0       | 7           | 1          | 2            | 0            | 0            | 0            | 38       | 0      | 7           | 1          |
| M. Vecino      | 36       | 2       | 6           | 0          | 2            | 0            | 1            | 0            | 38       | 2      | 7           | 0          |
| S. Verdi       | 26       | 1       | 3           | 0          | 2            | 2            | 0            | 0            | 28       | 3      | 3           | 0          |
| P. Zieliński   | 28       | 0       | 3           | 0          | 2            | 0            | 2            | 0            | 30       | 0      | 5           | 0          |